# Kartuizerklooster Scheut

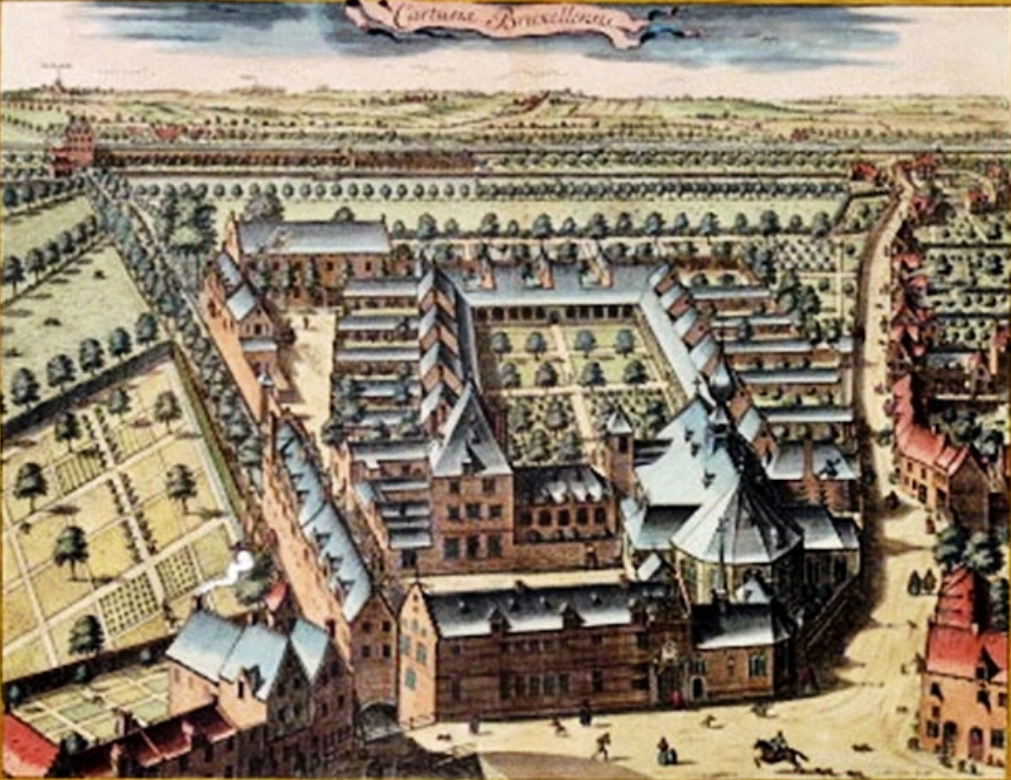
Het Cartusia Bruxellensis weergegeven in Chorographia Sacra Brabantiae (1727). Kartuizerklooster te Brussel. Aan de horizon Anderlecht en Scheut. Vooraan de kerk en kapel, op het middenplan de pandgang waarrond de cellen geschikt waren.

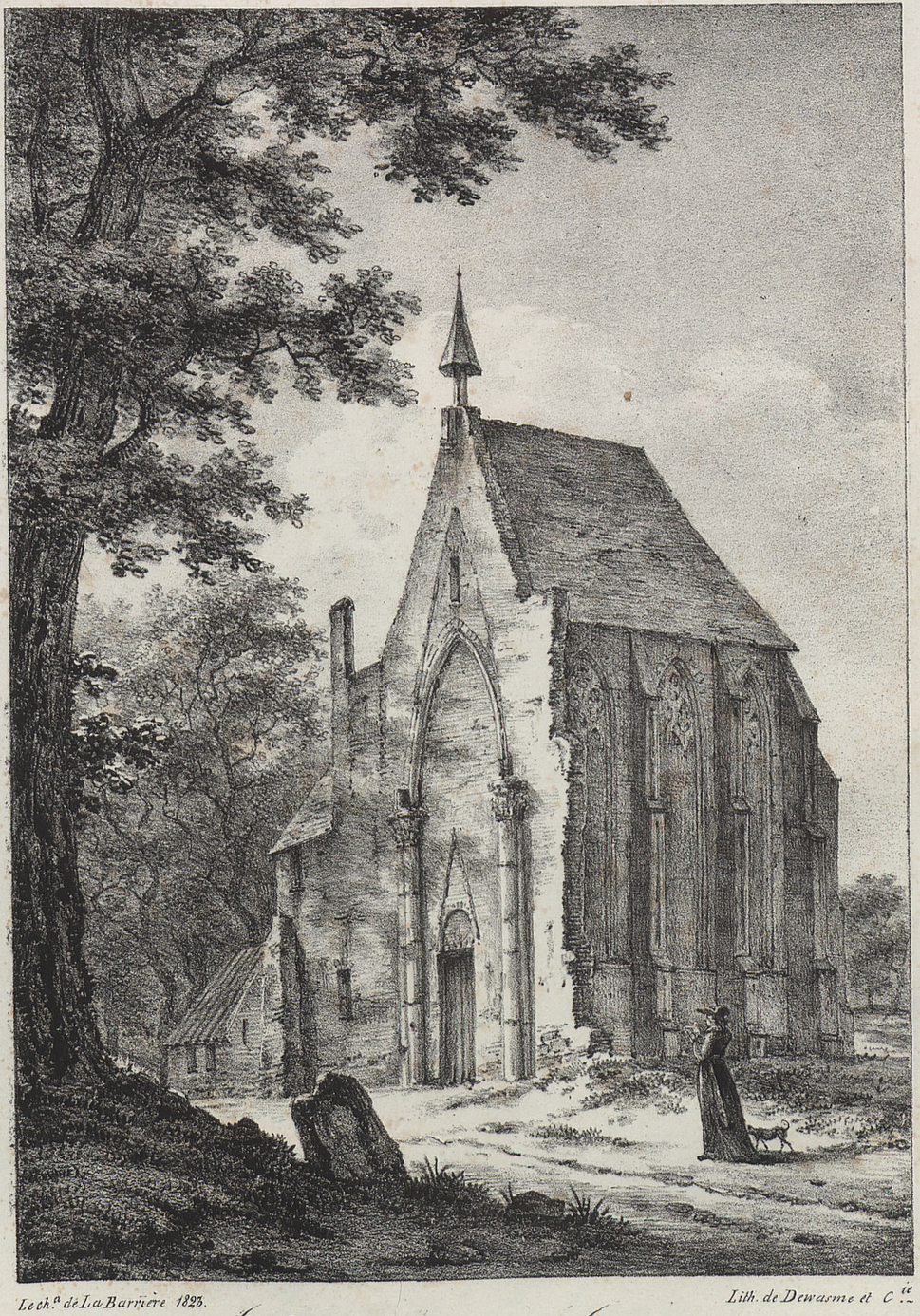
Overblijfsel na de vernieling van Kartuizerklooster te Scheut: de kapel van Scheut in 1823 (lithografie van Prosper de la Barrière)

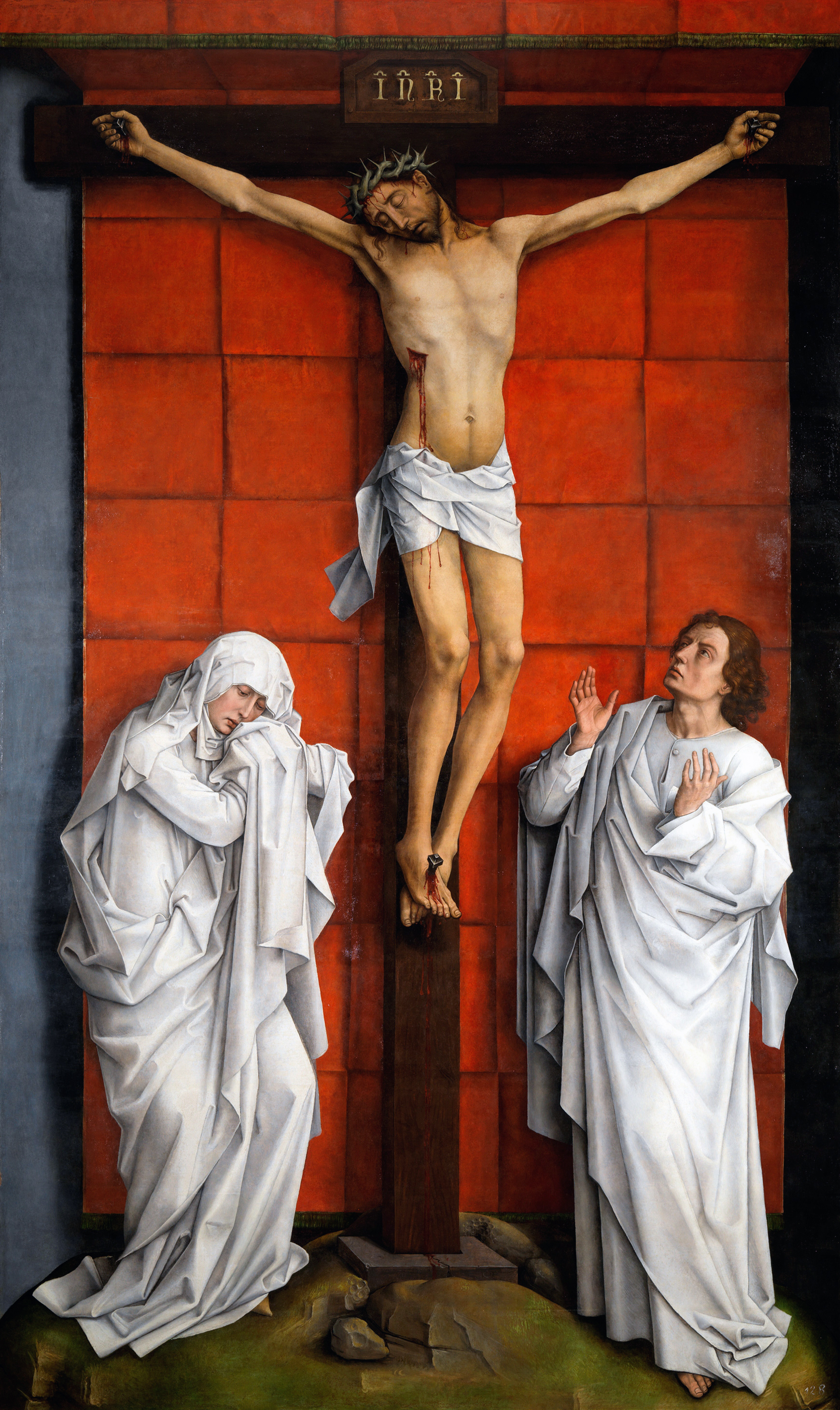
Rogier van der Weyden schonk het kersverse klooster een zelfgeschilderde Christus aan het kruis met Maria en Johannes (ca. 1457), ook bekend als de Calvarie van Scheut.

Het klooster Onze Lieve Vrouw van Genade (Frans: Chartreuse Notre-Dame-de-Grâce; Latijn: Domus beatae Mariae de Gratia) was een kartuis in Scheut die bestond van 1456 tot 1783. Ze omvatte een twintigtal cellen waar de monniken een leven van stilte leidden. Ruim honderd jaar lang was Scheut dankzij vorstelijke begunstiging het Champmol van de Nederlanden. Vanaf 1585 trokken de monniken zich terug binnen de stadsmuren en raakte het nog altijd prestigieuze Scheut stilaan in verval.

## Geschiedenis

### Mirakel
Het mirakel van Scheut begon met schaapherder Peter van Assche, die rond 1445 een Mariabeeldje kocht en het opstelde langs de weg naar Ninove. Voorbijgangers die het lemen huisje aandeden, zagen het beeld op pinksternacht 1449 baden in een wonderbaarlijk licht. Het gerucht verspreidde zich snel en weldra waren de pelgrims zo talrijk dat er een waar tentenkamp groeide. Een vrome vrouw vernam in een droom dat Maria er aanbeden wilde worden als Onze Lieve Vrouw van Genade. Daarop zorgde een andere gelovige voor een schilderijtje waarop de tekst Godshuys van Onser Vrouwen van Gratiën prijkte.

### Kapel
De bevoegde bisschop, Jan IV van Kamerijk, vond het allemaal maar afgoderij. De commissie die hij instelde om het mirakel te onderzoeken, kwam tot negatieve conclusies. Vreemd genoeg namen de stedelijke en hertogelijke autoriteiten daarop het initiatief om toch een kapel te bouwen. Wellicht wilden ze de volksdevotie naar veilige wateren leiden (het waren godsdienstig woelige tijden). Dit verklaart echter niet waarom Karel van Charolais, de latere hertog, persoonlijk de eerste steen kwam leggen op 21 februari 1450. Ook amman Jan van Edingen-Kestergat ontpopte zich tot een drijvende kracht. Samen met het stadsbestuur was hij al een tijdje aan het nadenken over de nood aan een kartuizerklooster om de hoofdstedelijke ambities van Brussel waar te maken. Isabella van Portugal, de vrome echtgenote van hertog Filips de Goede, stond bekend als een fervent aanhangster van deze strenge orde.
De bouw van de kapel geschiedde onder leiding van Gillis Joos.

### Komst van kartuizers
Het duurde dan ook niet lang vooraleer de kapel het gezelschap kreeg van een klooster. De locatie net buiten de stadswallen was geschikt om de kartuizers toch enige rust te gunnen. In zijn eerste incarnatie werd de constructie bekostigd door de stad en hergebruikte men middelen van de verdwenen zakbroeders. Het resultaat was een tien voet hoge muur met daarbinnen een bescheiden klooster (een halve kapel, een eetruimte en zeven lemen cellen).
Het monastieke leven ging van start op 7 september 1456 onder leiding van prior Hendrik van Loen (1406-1481). Aanvankelijk werd de kapel nog gedeeld met de bedevaarders. Vanwege het rumoer bekwamen de kartuizers vrij vlug een scheiding.

### Gesponsorde uitbouw
De hoge bescherming van het klooster bleek nogmaals in 1456. Hertogin Isabella schonk vier (stenen) cellen. Cel per cel zou het klooster zo verder worden uitgebouwd dankzij mecenassen. De bouw van de verbindende pandgang duurde van 1472 tot 1515.
In 1469 liet Karel de Stoute een oratorium bouwen en legde hertog Jan I van Kleef de eerste steen van de kloosterkerk. In 1520-30 volgde nog een kerk door tussenkomst van Mercurino de Gattinara. Uiteindelijk vermeldt de beschrijving van 1562 negentien cellen en diverse bijgebouwen. Scheut was een forse en zeer gerenommeerde kartuis.

### Plundering en relocatie
In juli 1576 zakten 1600 muitende Spanjaarden af naar Brussel. De stad was verdedigd maar de omgeving ontsnapte niet aan grondige plundering. De kartuis van Scheut was in november aan de beurt. Drie jaar later volgde de Brusselse republiek en zorgden de calvinisten ervoor dat het plunderwerk afgemaakt werd. Na het einde van de republiek zochten de monniken een veilig onderkomen intra muros en bouwden ze een nieuw klooster uit aan de huidige Kartuizerstraat (1585). Naar Scheut keerden ze niet meer terug.

### Einde
De kartuis van Scheut was onder de 600 "onnutte kloosters" die keizer Jozef II bij edict van 17 maart 1783 ophief. Op 5 mei verlieten de kloosterlingen hun Brusselse convent (Scheut zelf was al eeuwen verlaten). Frederik Romberg bracht er in 1786 een katoendrukkerij onder. Jaren later ondernamen sommige verdreven kartuizers nog pogingen om terug te keren, maar die waren geen lang leven beschoren. In 1795 werden ook de kapel en de kloosterhoeve (Scheuthof) verkocht als nationaal goed.
In de 19e eeuw streek een nieuwe congregatie neer op de plek, de Scheutisten. Ze integreerden het laatste restant, de Mariakapel waarmee alles begonnen was, in hun kerk. In 1974 werd ze alsnog gesloopt om plaats te maken voor een supermarkt. De conservator van het Erasmushuis kon nog enkele kraagstenen redden, waarvan het ontwerp later aan Van der Weyden is toegeschreven.

## Kunst en letteren
De kartuis van Scheut was rijkelijk begiftigd. Een van de pronkstukken was Van der Weydens Calvarie van Scheut, een werk van grote verstilling. Het is verkocht richting Spanje in 1555, wat waarschijnlijk ook de reden is dat het überhaupt nog te bewonderen valt: twintig jaar later werd het klooster op enkele jaren tijd tweemaal geplunderd. Andere kunstschatten, zoals een gouden beeld, zijn daardoor niet tot ons gekomen. Ook van de overvloed aan glasramen schiet geen scherf meer over.
Net als andere vestigingen van de orde was de kartuis van Scheut literair ingesteld. Ze beschikte over een actief scriptorium en een uitgebreide bibliotheek.

### Primaire bronnen
- Adriaan Dullaerts, Origo siue exordium monasterii Nostrae Dominae de Gratia (verlucht handschrift)
- Joannes Tourneur, Hoe dit convent van Ons Vrouwe van gratie der ordenen van den chartroesen gemenlick genoemt Tschuete es gefundeert buyten Brussele, 1562 (Den Haag, KB: 71 G 25)
- Petrus De Wal, Calendarium Cartusiae Bruxellensis auctius cum observationibus Ordinis antiquitate nec non mystica ratione divini officii
- Petrus De Wal, Collectaneum rerum gestarum et eventuum Cartusiae Bruxellensis cum aliis externis tum patriae tum ordinis
- Cataloge der boecken versaemelt door den Seer Eerweerdighen Heere Luijckx, prior van het Clooster der Chartreusen binnen Brussel anno 1778

## Voetnoten
1. ↑  Robert Stein, Van publieke devotie naar besloten orde. De stichting van het klooster Scheut , in: Millennium, 2009, nr. 1-2, blz. 17-18
2. ↑  De officiële titel van het keizerlijke edict van 17 maart 1783 luidde: Edit de l'Empereur concernant la suppression de plusieurs couvents inutiles dans les Pays-bas
3. ↑  Onder meer de vier kerkvaders uit 1455: zie Bart Fransen, Restanten van een meesterwerk. De bouwsculptuur van de kapel van Scheut, in: Millennium, 2009, nr. 1-2, blz. 112-128. Gearchiveerd op 14 augustus 2023.